# ゲッタウェイ (1994年の映画)
『ゲッタウェイ』（原題：The Getaway）は、1994年のアメリカ映画。1972年の映画『ゲッタウェイ』をリメイクしたものである。

## キャスト
| 役名                       | 俳優                           | 日本語吹替 | 日本語吹替   | 日本語吹替 |
| 役名                       | 俳優                           | ソフト版   | テレビ朝日版 |            |
| -------------------------- | ------------------------------ | ---------- | ------------ | ---------- |
| ドク・マッコイ             | アレック・ボールドウィン       | 江原正士   | 江原正士     |            |
| キャロル・マッコイ         | キム・ベイシンガー             | 小山茉美   | 戸田恵子     |            |
| ジャック・ベニヨン         | ジェームズ・ウッズ             | 金尾哲夫   | 仲野裕       |            |
| ルディ・トラヴィス         | マイケル・マドセン             | 安原義人   | 谷口節       |            |
| フラン・カーヴェイ         | ジェニファー・ティリー         | 高乃麗     | 佐々木るん   |            |
| ハロルド・カーヴェイ       | ジェームズ・スティーヴンス     | 小室正幸   | 牛山茂       |            |
| ジム・ディアー・ジャクソン | デヴィッド・モース             | 二又一成   | 若本規夫     |            |
| スリム                     | リチャード・ファーンズワース   |            | あずさ欣平   |            |
| フランク・ハンセン         | フィリップ・シーモア・ホフマン |            | 小形満       |            |
| ラモン                     | アレックス・コロン             |            | 徳丸完       |            |

- ソフト版

演出：松岡裕紀
翻訳：中村久世
- テレビ朝日版：初回放送1997年11月16日『日曜洋画劇場』

## スタッフ
- 監督：ロジャー・ドナルドソン
- 製作：デヴィッド・フォスター、ローレンス・ターマン、ジョン・アラン・サイモン
- 脚本：ウォルター・ヒル、エイミー・ジョーンズ
- 原作：ジム・トンプスン
- 撮影：ピーター・メンジース・ジュニア
- 美術：ジョゼフ・ネメック3世
- 音楽：マーク・アイシャム
- 字幕：菊池浩司